# Horace & Tina
Horace & Tina ist eine australische Fernsehserie aus dem Jahr 2001.

## Handlung
Lauren Parker ist gerade mit ihrer Mutter von Kanada nach Australien gezogen. Dort leben die beiden mit Steve Tate, dem neuen Freund ihrer Mutter und dessen Sohn Max zusammen in einem Haus. Jedoch fühlt Lauren sich nicht wohl in Australien und es fällt ihr schwer sich in Australien einzugewöhnen. Sie vermisst ihren Vater und ihre alten Freunde aus Kanada. Auch das Weihnachtsfest ist hier völlig anders. Es gibt nicht einmal Schnee.
An Heiligabend fallen plötzlich die beiden Elfen Horace und Tina vom Schlitten des Weihnachtsmanns und ausgerechnet in das Zimmer von Lauren. Zu Horaces und Tinas großen Verwunderung kann Lauren die beiden sehen, obwohl Menschen das normalerweise nicht können. Tina ist sich sicher, dass der Weihnachtsmann dafür verantwortlich ist und möchte, dass sie und ihr Bruder Horace bei Lauren bleiben. Denn der Weihnachtsmann wird die Elfen erst an Heiligabend im nächsten Jahr abholen können.
Doch die Anwesenheit der beiden Elfen bringt Laurens Leben ganz schön durcheinander. Besonders Horace richtet allerlei Chaos an. Da die anderen Menschen Horace nicht sehen können, glauben sie, Lauren sei für das Chaos verantwortlich. Außerdem wird Lauren für seltsam gehalten, wenn sie mit den, für andere unsichtbaren, Elfen spricht.
Ihr Stiefbruder Max und dessen Freund TJ beobachten Laurens seltsames Verhalten. Sie glauben, dass Lauren Außerirdische in ihrem Zimmer versteckt. Die beiden Freunde hoffen, mit deren Entdeckung berühmt zu werden und versuchen die vermeintlichen Außerirdischen zu fangen, was Lauren aber immer wieder verhindern kann.
Doch die Elfen sorgen nicht nur für Chaos. So versucht Tina Lauren stets zu unterstützen. Sie hilft ihr dabei, Freunde zu finden und ihrem Schwarm Lachlan näherzukommen. Schließlich kann Lauren sich ein Leben ohne die beiden nicht mehr vorstellen.
Am nächsten Heiligabend steht der Abschied von Horace und Tina an. Doch Horace wird von TJ im Zimmer eingesperrt und scheint nicht mehr rechtzeitig zum Schlitten des Weihnachtsmanns zu gelangen. Daher erzählt Lauren ihrem Stiefbruder Max von den Elfen und bittet diesen, ihr zu helfen. Zusammen befreien sie Horace, so dass die Elfen noch rechtzeitig zurück zum Weihnachtsmann kommen. 
Doch Lauren vermisst die beiden Elfen sehr. In der Weihnachtsnacht wünscht sich Lauren, dass die beiden wieder zurückkommen und dass ihr Stiefbruder Max die Elfen auch sehen kann. Da die Wünsche von Kindern in der Weihnachtsnacht wahr werden, erfüllt sich auch Laurens Wunsch. Die beiden Elfen kehren zurück und Max kann die beiden zum ersten Mal sehen. Horace ist überglücklich, in Max einen neuen Partner gefunden zu haben, mit dem er Unsinn anrichten kann.

## Hintergrund
Die Fernsehserie wurde in Williamstown, Australien gedreht. Sie ist eine Kombination aus Realfilm und animierten Puppen, die die Elfen Horace und Tina darstellen. Ann Darrouzet und Jonathan M. Shiff produzierten die Fernsehserie. Die Serie wurde vom 4. Mai bis 25. Oktober 2001 erstmals in Australien ausgestrahlt. In Deutschland prämierte die Serie am 4. Oktober 2001 bei KiKA. Insgesamt 26 Folgen der Serie wurden gedreht.

## Besetzung & Synchronisation
| Rolle              | Darsteller        | Sprecher      | Beschreibung |
| ------------------ | ----------------- | ------------- | --- |
| Lauren Parker      | Jasmine Ellis     |               | Lauren Parker ist ein 13 Jahre altes Mädchen. An Heiligabend kommen mit Horace und Tina zwei Elfen des Weihnachtsmanns zu ihr, die nur Lauren sehen kann.                                                                                |
| Max Tate           | Jordan White      |               | Max ist der Stiefbruder von Lauren. Er liebt Außerirdische und Computerspiele. |
| Steve Tate         | Matt Parkinson    |               | Steve ist der neue Stiefvater von Lauren. Er ist Besitzer eines kleinen Supermarktes. |
| Kimberley Tate     | Carolyn Bock      |               | Kimberley ist Laurens Mutter. Sie arbeitet als Tierärztin. |
| Tina               | Jackie Kelleher   | Ursula Sieg   | Tina ist eine 271 Jahre alte Elfin. Sie ist eine der Helferinnen des Weihnachtsmannes und hoffnungslos romantisch. Tina ist stets hilfsbereit und versucht andere zu unterstützen.                                                       |
| Horace             | Frank Gallacher   | Achim Schülke | Horace ist ein 200 Jahre alter Elf und der kleine Bruder von Tina. Er ist Spielzeugmacher und unterstützt den Weihnachtsmann bei der Auslieferung von Geschenken. Er liebt Hundefutter, ungesundes Essen und richtet allerlei Unsinn an. |
| Lachlan Watson     | David Sacher      |               | Lachlan ist Laurens Nachbar und Mitschüler. Er spielt außerdem in einer Band. Lauren und Lachlan werden gute Freunde und verlieben sich schließlich ineinander.                                                                          |
| Annabel            | Hannah Greenwood  |               | Annabel ist Laurens neue beste Freundin. Als diese ist sie immer für Lauren da und unterstützt sie auch gegenüber Alicia. |
| TJ Knox            | Carl Lennie       |               | TJ ist Maxs bester Freund. Er liebt Außerirdische und möchte gerne berühmt werden. Für Max ist er jedoch kein guter Freund. Er lässt Max hängen, sobald es für ihn selbst Vorteile bringt.                                               |
| Alicia             | Bonnie Piesse     |               | Alicia ist Anführerin einer Mädchenclique an Laurens Schule. Sie macht Lauren immer wieder das Leben schwer und versucht diese zu mobben.                                                                                                |
| Harmony            | Rebecca Moutien   |               | Harmony ist Alicias beste Freundin und Teil von deren Mädchenclique. |
| Ern Watson         | Terry Norris      |               | Ern ist Lachlans Großvater. Lachlan lebt bei ihm. |
| D.I. Clifford Knox | Jeremy Stanford   |               | D.I. Clifford Knox ist TJs Vater. Er arbeitet als Polizist und ist sehr streng. |
| Miss Letitia Blood | Leverne McDonnell |               | Letitia Blood ist die Lehrerin von Lauren. Mit ihr gerät Lauren, auch durch Horace Streiche, schnell aneinander. |
| Josh               | Aljin Abella      |               | Josh ist ein Freund von Lachlan. Außerdem ist er in dessen Band. |
| Margaret           | Isabella Dunwill  |               | Margaret ist Verkäuferin bei Steves Geschäft. Sie kann nicht lesen, was sie verheimlicht. Lauren bestärkt Margaret darin, ihrem Vater die Wahrheit darüber zu erzählen und eine Abendschule zu besuchen, in der sie das Lesen lernt.     |
| Spike              | Julian Jones      |               | Spike ist ein Freund von Max. Er ist etwas ängstlich. |
| Slamdunk           | Ben Stivala       |               | Slamdunk ist ein Freund von Max. |
| Mr Reed            | Ben Stivala       |               | Mr Reed ist der Direktor an Laurens Schule. Er ist nur daran interessiert, dass die Schule nach außen hin gut dasteht und ordnet diesem alles unter.                                                                                     |

## Episodenliste
| Nr. (ges.) | Nr. (St.) | Deutscher Titel         | Originaltitel                  | Erstausstrahlung AUS | Deutschsprachige Erstausstrahlung (D) | Drehbuch                         |
| ---------- | --------- | ----------------------- | ------------------------------ | -------------------- | ------------------------------------- | -------------------------------- |
| 1          | 1         | Die Ankunft             | The Arrival                    | 4. Mai 2001          | 4. Okt. 2001                          | Helen MacWhirter, David Phillips |
| 2          | 2         | Der Einzug              | The Introduction               | 11. Mai 2001         | 5. Okt. 2001                          | David Phillips                   |
| 3          | 3         | Freunde                 | Friends                        | 18. Mai 2001         | 8. Okt. 2001                          | David Phillips                   |
| 4          | 4         | Der Test                | The Test                       | 25. Mai 2001         | 9. Okt. 2001                          | Robert Greenberg                 |
| 5          | 5         | Es spukt                | It Spukt                       | 1. Juni 2001         | 10. Okt. 2001                         | Robert Greenberg                 |
| 6          | 6         | Das große Chaos         | The Large Chaos                | 8. Juni 2001         | 11. Okt. 2001                         | Peter Kinloch                    |
| 7          | 7         | Die Weltraumparty       | The Space Party                | 15. Juni 2001        | 12. Okt. 2001                         | Peter Kinloch                    |
| 8          | 8         | Sherlock, der Held      | Sherlock, The Hero             | 22. Juni 2001        | 15. Okt. 2001                         | Helen MacWhirter                 |
| 9          | 9         | Peinlich, peinlich!     | Embarrassingly, Embarrassingly | 29. Juni 2001        | 16. Okt. 2001                         | Helen MacWhirter                 |
| 10         | 10        | Die Nelfen-Krankheit    | The Nelfen Illness             | 6. Juli 2001         | 17. Okt. 2001                         | David Phillips                   |
| 11         | 11        | Lampenfieber            | Lamp Fever                     | 13. Juli 2001        | 18. Okt. 2001                         | David Phillips                   |
| 12         | 12        | Liebes Tagebuch!        | Dear Diary                     | 20. Juli 2001        | 19. Okt. 2001                         | Sue Hore                         |
| 13         | 13        | Der Außerirdische       | The Extraterrestial One        | 27. Juli 2001        | 22. Okt. 2001                         | Sue Hore                         |
| 14         | 14        | Im Ferienlager          | Holiday Camp                   | 3. Aug. 2001         | 23. Okt. 2001                         | Michael Joshua                   |
| 15         | 15        | Mondfinsternis          | Lunar Eclipse                  | 10. Aug. 2001        | 24. Okt. 2001                         | Marieke Hardy                    |
| 16         | 16        | Nelfentag               | Nelfen Day                     | 17. Aug. 2001        | 25. Okt. 2001                         | David Hannam                     |
| 17         | 17        | Das geheime Treffen     | The Secret Meeting             | 24. Aug. 2001        | 26. Okt. 2001                         | David Hannam                     |
| 18         | 18        | Der Verehrer            | The Invisible Love             | 31. Aug. 2001        | 29. Okt. 2001                         | John Coulter                     |
| 19         | 19        | Das Superspielzeug      | The Supertoy                   | 7. Sep. 2001         | 30. Okt. 2001                         | John Coulter                     |
| 20         | 20        | Die grünen Hände        | The Green Hands                | 14. Sep. 2001        | 31. Okt. 2001                         | Jutta Goetze                     |
| 21         | 21        | Abrakadabra!            | Abrakadabra!                   | 21. Sep. 2001        | 1. Nov. 2001                          | Jutta Goetze                     |
| 22         | 22        | Der verrückte Schulball | The Moved School Ball          | 28. Sep. 2001        | 2. Nov. 2001                          | David Phillips                   |
| 23         | 23        | Die geraubte Lok        | The Robbed Locomotive          | 4. Okt. 2001         | 5. Nov. 2001                          | David Phillips                   |
| 24         | 24        | Beste Freunde           | Best Friends                   | 11. Okt. 2001        | 6. Nov. 2001                          | Kris Mrksa                       |
| 25         | 25        | Der Feuerteufel         | The Fire Devil                 | 18. Okt. 2001        | 7. Nov. 2001                          | Jutta Goetze                     |
| 26         | 26        | Der Abschied            | The Parting                    | 25. Okt. 2001        | 8. Nov. 2001                          | Jutta Goetze                     |

## Auszeichnungen
Australian Guild of Screen Composers
- 2001: Best Music for a TV Series or Serial (Brett Rosenberg)

Screen Music Awards, Australia
- 2002: Best Music for Children's Television (Brett Rosenberg)[7]